# Isabel de Orleães (1878–1961)
Isabel Maria Laura Mercedes Fernanda de Orleães (em francês: Isabelle Marie Laure Mercédès Ferdinande d'Orléans; Eu, 7 de maio de 1878 — Larache, 21 de abril de 1961), foi uma princesa francesa da Casa de Orléans e esposa do pretendente orleanista ao extinto trono francês de 1926 até sua morte. A quinta filha do príncipe Filipe, Conde de Paris, e de sua esposa, a princesa Maria Isabel de Montpensier, Infanta da Espanha.

## Biografia
“Miou”, como a sua família a chamava, passou os primeiros anos de sua vida na Normandia, ao lado de seus pais, o príncipe Luís Filipe, Conde de Paris e a princesa Maria Isabel de Orléans. Mas, em 1886, quando ela tinha apenas oito anos, uma lei de exílio que afetava membros de famílias que reinavam na França foi implementada pelo governo da Terceira República. A jovem Isabel sai então do Castelo d'Eu para ir com os pais e irmãos para a Stowe House, no Reino Unido, e para Villamanrique de la Condesa, na Espanha. Posteriormente, porém, Isabel podem, ocasionalmente, voltar para a França desde que a lei do exílio afeta apenas chefes de famílias que reinaram na França e seus herdeiros diretos, e que as mulheres estão excluídas as funções de chefe da família pela lei de 26 de Ventôse ano XI (17 de março de 1803), que vigorará até 1970. 
Quando jovem, Isabel d'Orléans foi educada em um ambiente seleto no qual a cultura, e particularmente a história, desempenhou um papel primordial. No entanto, como a maioria de seus pais em Orleans, ela só adquiriu uma grafia muito ruim, o que sua correspondência testemunha hoje...
Ao crescer, torna-se uma jovem muito bonita, o que, somado à qualidade de pretendente ao trono reivindicada por seu pai, lhe permite ter muitos pretendentes. Destes, o mais notável é certamente o futuro Alberto I da Bélgica, mas infelizmente deve abandonar sua corte à oposição de seu tio, o rei Leopoldo II, que teme as reações de Paris diante de um casamento com a filha de um pretendente exilado.
É finalmente um dos primos primeiros de Isabel, João de Orléans com quem se casou, em 1899. Nesta ocasião, Isabel e seu marido recebem de seu irmão, o pretenso orleanista "Filipe VIII", duque de Orleães, os títulos de cortesia de Duque e Duquesa de Guise.
Por vários anos, o casal dividiu sua existência entre Paris e suas terras em Nouvion-en-Thiérache. Mas, como muitos de seus pais, o "Guise" está entediado na Europa. Por isso, um ano depois de dar à luz seu último filho, em 1909, o casal partiu para o Marrocos e lá se instalou - com o nome de Orliac - no ano seguinte. João e Isabel adquiriram então, na região de Larache, uma residência, "o palácio da Duquesa de Guise" (hoje "hotel Riad"), e uma vasta propriedade em cujas terras praticam a agricultura moderna. No caminho para o Marrocos, “Eles viveram algum tempo em Marselha, onde a Duquesa de Guise se tornou, aos olhos de todos, amante de um comerciante de sabão chamado Bernis”. A irmã deste, Armande de Pierre de Bernis - esposa de Eugène d'Harcourt - “afirmou que Henrique, conde de Paris, era realmente filho de [seu irmão] Gustave"  .
Em 1912, quando o Marrocos se tornou um protetorado franco-espanhol, a residência de Larache ficou sob domínio espanhol, enquanto as propriedades de Maarif ficaram sob controle francês. No entanto, a lei do exílio não se aplica em Marrocos.
Durante a Primeira Guerra Mundial , o duque de Guise voltou à França para desempenhar o papel de delegado da Cruz Vermelha perto do front, mas sua esposa e seus filhos permaneceram no Marrocos.
Foi somente após a morte do irmão da duquesa de Guise e a reivindicação por seu marido da qualidade de chefe da casa da França, em 1926, que João e Isabel d'Orléans voltaram a morar na Europa. O casal mudou-se então para o Manoir d'Anjou, Bélgica, onde dirige o atual movimento orléanista-fusionista monarquista francês, com a ajuda de Charles Maurras e da Ação Francesa. E, enquanto o novo pretendente fala sobre política com os ativistas franceses que o visitam regularmente em suas terras, a Duquesa de Guise cuida de instituições de caridade e, em particular, torna-se madrinha de acampamentos de verão para crianças pobres.
Foi nessa época que o escultor Philippe Besnard executou o busto da Duquesa (em mármore) e de seu filho Henrique d'Orléans, conde de Paris (em bronze).
Quando estourou a Segunda Guerra Mundial , o duque e a duquesa de Guise voltaram às suas terras marroquinas, mas o pretendente não suportou a derrota francesa de 1940 e morreu logo após o início da ocupação alemã... Cercado por seu filho, o novo conde de Paris, sua nora e vários netos, a duquesa de Guise não desanimou. Ela mantém suas funções de caridade visitando regularmente os necessitados e, em particular, administrando a “Casa del Niño”, uma instituição que fundou dedicada a ajudar crianças pobres.
Isabel d'Orléans finalmente morreu em Larache em 1961. De fato, graças às boas relações dos Orléans com a família real de Marrocos e o carinho da Duquesa de Guise com os habitantes de Larache, Isabel e sua família nasceram. não teve que deixar Marrocos após sua independência.

## Casamento e descendência
No dia 30 de outubro de 1899, em Twickenham, ela desposou seu primo-irmão João de Orleães. João era filho de Roberto, Duque de Chartres e de Francisca de Orleães.
Eles tiveram quatro filhos:
1. Isabel de Orleães (27 de novembro de 1900 – 12 de fevereiro de 1983), casada primeiro com Bruno, conde de Harcourt; com descendência. Casada depois com Pierre Murat, príncipe Murat; sem descendência.
2. Francisca de Orleães (25 de dezembro de 1902 – 25 de fevereiro de 1953), casada com o príncipe Cristóvão da Grécia e Dinamarca; com descendência.
3. Ana de Orleães (5 de agosto de 1906 – 19 de março de 1986), casada com o príncipe Amadeu, duque de Aosta; com descendência.
4. Henrique de Orleães (5 de julho de 1908 – 19 de junho de 1999), conde de Paris, pretendente da Casa de Orleães ao trono francês entre 1940 e 1999; casado com a princesa Isabel de Orleães e Bragança; com descendência.